# USS Dolphin (1821)
USS Dolphin foi uma escuna operada pela Marinha dos Estados Unidos.
Dolphin foi lançado em 23 de junho de 1821 pelo Estaleiro Naval da Filadélfia e enviado à Cidade de Nova York para ser preparado para o mar. Designado para o dever como um de dois navios formando o recentemente organizado Esquadra do Pacífico, navegou em 8 de dezembro de 1821 sob o comando do tenente David Conner, na companhia do navio de linha Franklin.
Dolphin chegou a Valparaíso, Chile, em 6 de fevereiro de 1822, e navegou pela costa do Equador, Peru e Chile para proteger o comércio e a indústria baleeira estado-unidense. Dolphin serviu no Pacífico até 2 de dezembro de 1835, quando foi vendido.